# Persone di cognome Dos Santos/Calciatori
| Questa pagina contiene informazioni ricavate automaticamente dalle voci biografiche con l'ausilio del template Bio e di un bot. L'aggiornamento è periodico e automatico e ricostruisce completamente la pagina. Se manca una persona in questa lista, sei pregato di non aggiungerla, ma accertati piuttosto che la sua voce biografica contenga il template Bio e che i dati anagrafici siano correttamente compilati. Se il template Bio manca, inseriscilo tu stesso o, in alternativa, metti l'avviso {{tmp\|Bio}} che ne segnala la mancanza. Se i dati riportati sono sbagliati, correggi direttamente la voce biografica; le modifiche saranno visibili in questa lista entro pochi giorni. Per chiarimenti vedi il progetto antroponimi. La lista contiene solo le 59 persone che sono citate nell'enciclopedia e per le quali è stato implementato correttamente il template Bio. Pagina aggiornata al 23 lug 2025. |

Questa è una lista di persone presenti nell'enciclopedia che hanno il cognome dos Santos e sono calciatori.

## A(8)
- Aldemar, calciatore brasiliano (Rio de Janeiro, n. 1931 - Recife, † 1977)
- Alessandro dos Santos, ex calciatore brasiliano (Maringá, n. 1977)
- Armandinho, calciatore brasiliano (São Carlos, n. 1911 - Santos, † 1972)
- André Clarindo dos Santos, ex calciatore brasiliano (San Paolo, n. 1983)
- Adriano Bispo dos Santos, ex calciatore brasiliano (São Vicente, n. 1987)
- Anderson Ricardo dos Santos, ex calciatore brasiliano (Marília, n. 1983)
- Antônio Flávio, ex calciatore brasiliano (Brejinho de Nazaré, n. 1987)
- Auremir, calciatore brasiliano (Recife, n. 1991)

## B(1)
- Bruno Araújo dos Santos, calciatore brasiliano (Rio de Janeiro, n. 1993)

## D(3)
- Douglas Pereira dos Santos, ex calciatore brasiliano (Monte Alegre de Goiás, n. 1990)
- Diego Macedo, ex calciatore brasiliano (Americana, n. 1987)
- Douglas dos Santos, ex calciatore brasiliano (Criciúma, n. 1982)

## E(3)
- Du Bala, ex calciatore brasiliano (Campinas, n. 1981)
- Dinho, ex calciatore brasiliano (Neópolis, n. 1966)
- Edison Luiz dos Santos, ex calciatore brasiliano (Osasco, n. 1985)

## F(3)
- Fausto dos Santos, calciatore brasiliano (Codó, n. 1905 - Santos Dumont, † 1939)
- Francisco dos Santos, calciatore portoghese (n. 1904)
- Freddy dos Santos, ex calciatore capoverdiano (Oslo, n. 1976)

## G(4)
- Gerardo dos Santos, calciatore brasiliano (San Paolo, n. 1962 - † 2021)
- Gilberto Galdino dos Santos, ex calciatore brasiliano (Recife, n. 1976)
- Gilmar Jorge dos Santos, ex calciatore brasiliano (São Paulo, n. 1971)
- Giovanni Aparecido Adriano dos Santos, ex calciatore brasiliano (Bauru, n. 1987)

## H(1)
- Hélio dos Santos, calciatore brasiliano († 1973)

## J(6)
- João Justino Amaral dos Santos, calciatore brasiliano (Campinas, n. 1954 - San Paolo, † 2024)
- João Carlos, ex calciatore brasiliano (Sete Lagoas, n. 1972)
- Jailson Marcelino dos Santos, ex calciatore brasiliano (São José dos Campos, n. 1981)
- Filipe dos Santos, calciatore portoghese (n. 1896 - † 1941)
- João Santos, calciatore portoghese (Setúbal, n. 1909)
- Juliano Laurentino dos Santos, ex calciatore brasiliano (João Pessoa, n. 1985)

## L(4)
- Leilton, ex calciatore brasiliano (Itabuna, n. 1982)
- Léo Fortunato, ex calciatore brasiliano (Rio de Janeiro, n. 1983)
- Leandro Messias dos Santos, ex calciatore brasiliano (Rio de Janeiro, n. 1983)
- Liberto dos Santos, calciatore portoghese (Lisbona, n. 1908)

## M(8)
- Garrincha, calciatore brasiliano (Magé, n. 1933 - Rio de Janeiro, † 1983)
- Márcio Santos, ex calciatore brasiliano (San Paolo, n. 1969)
- Manuel Luís dos Santos, ex calciatore portoghese (Setúbal, n. 1943)
- Macula, ex calciatore brasiliano (Rio de Janeiro, n. 1968)
- Marcos Joaquim dos Santos, ex calciatore brasiliano (Caruaru, n. 1975)
- Marcos Vicente dos Santos, ex calciatore brasiliano (Biguaçu, n. 1981)
- Matheus Jussa, calciatore brasiliano (Osasco, n. 1996)
- Moacir Rodrigues dos Santos, calciatore brasiliano (Timóteo, n. 1970 - Belo Horizonte, † 2024)

## N(1)
- Narciso dos Santos, ex calciatore brasiliano (Neópolis, n. 1973)

## P(2)
- Paulo dos Santos, ex calciatore capoverdiano (São Vicente, n. 1973)
- Philipe Fidélis dos Santos, ex calciatore brasiliano (Contagem, n. 1989)

## R(6)
- Renan, calciatore brasiliano (Rio de Janeiro, n. 1989)
- Ricardo Alexandre dos Santos, ex calciatore brasiliano (Passos, n. 1976)
- Rodrigo Mancha, ex calciatore brasiliano (Curitiba, n. 1986)
- Rafael Pereira dos Santos, calciatore brasiliano (Rio do Sul, n. 1984)
- Romário Guilherme dos Santos, calciatore brasiliano (Diadema, n. 1992)
- Rubén dos Santos, ex calciatore uruguaiano (Montevideo, n. 1969)

## S(3)
- Serginho, ex calciatore brasiliano (Nilópolis, n. 1971)
- Sidny Feitosa dos Santos, ex calciatore brasiliano (Xique-Xique, n. 1981)
- Sidney Cristiano dos Santos, ex calciatore brasiliano (Rio de Janeiro, n. 1981)

## T(2)
- Thiago Santos, calciatore brasiliano (Curitiba, n. 1989)
- Terto, calciatore brasiliano (Recife, n. 1946 - San Paolo, † 2024)

## U(1)
- Uedson Ney dos Santos, ex calciatore brasiliano (Maruim, n. 1981)

## W(2)
- Wallace Fortuna dos Santos, calciatore brasiliano (Rio de Janeiro, n. 1994)
- Wagner Augusto Guimarães dos Santos, calciatore brasiliano (Santos, n. 1998)

## É(1)
- Édson dos Santos, ex calciatore brasiliano (Ilhéus, n. 1933)